# Schönbuchrand vom Schaichhof bis Dettenhausen mit Schaich-, Ramsbachtal und Österhalde
Das Landschaftsschutzgebiet Schönbuchrand vom Schaichhof bis Dettenhausen mit Schaich-, Ramsbachtal und Österhalde ist ein mit Verordnung der Unteren Naturschutzbehörde beim Landratsamt Böblingen vom 10. Oktober 1974 ausgewiesenes Landschaftsschutzgebiet (LSG-Nummer 1.15.076).

## Lage und Beschreibung
Im Schutzgebiet liegen die flächenhaften Naturdenkmale Pflanzenstandort Kalkofen, Hangquellwiesen Hohenreute, Hangquellwiesen Hohenreute/Niederreute, Pflanzenstandort Osterhalde, Pflanzenstandort Ramsbach und Pflanzenstandort Dörschach.
Das Landschaftsschutzgebiet hat Anteil am FFH-Gebiet, am Vogelschutzgebiet und am Naturpark Schönbuch.
Das Schutzgebiet entstand durch Sammelverordnung des Landratsamts Böblingen vom 10. Oktober 1974, die mehrere Schutzgebiete umfasste. Mit dem Inkrafttreten dieser Verordnung trat die Verordnung des Landratsamts Böblingen vom 30. Dezember 1959 über den Schutz von Landschaftsteilen im Kreisgebiet außer Kraft.
Laut Schutzgebietssteckbrief handelt es sich um das Wiesengelände entlang der Schaich und des Ramsbaches am Nordrand des Waldgebietes Schönbuch.
Das 196.0 Hektar große Landschaftsschutzgebiet liegt südlich von Weil im Schönbuch. Es gehört zum Naturraum Schönbuch und Glemswald

## Schutzzweck
Wesentlicher Schutzzweck ist die Erhaltung der Wiesentallandschaft der Schaich und des Waldrands des Schönbuchs. Die charakteristischen Landschaftsteile sollen für die Erholungsnutzung gesichert werden und das Gebiet soll vor weiterer Zersiedlung geschützt werden.